# 빌라두콘드

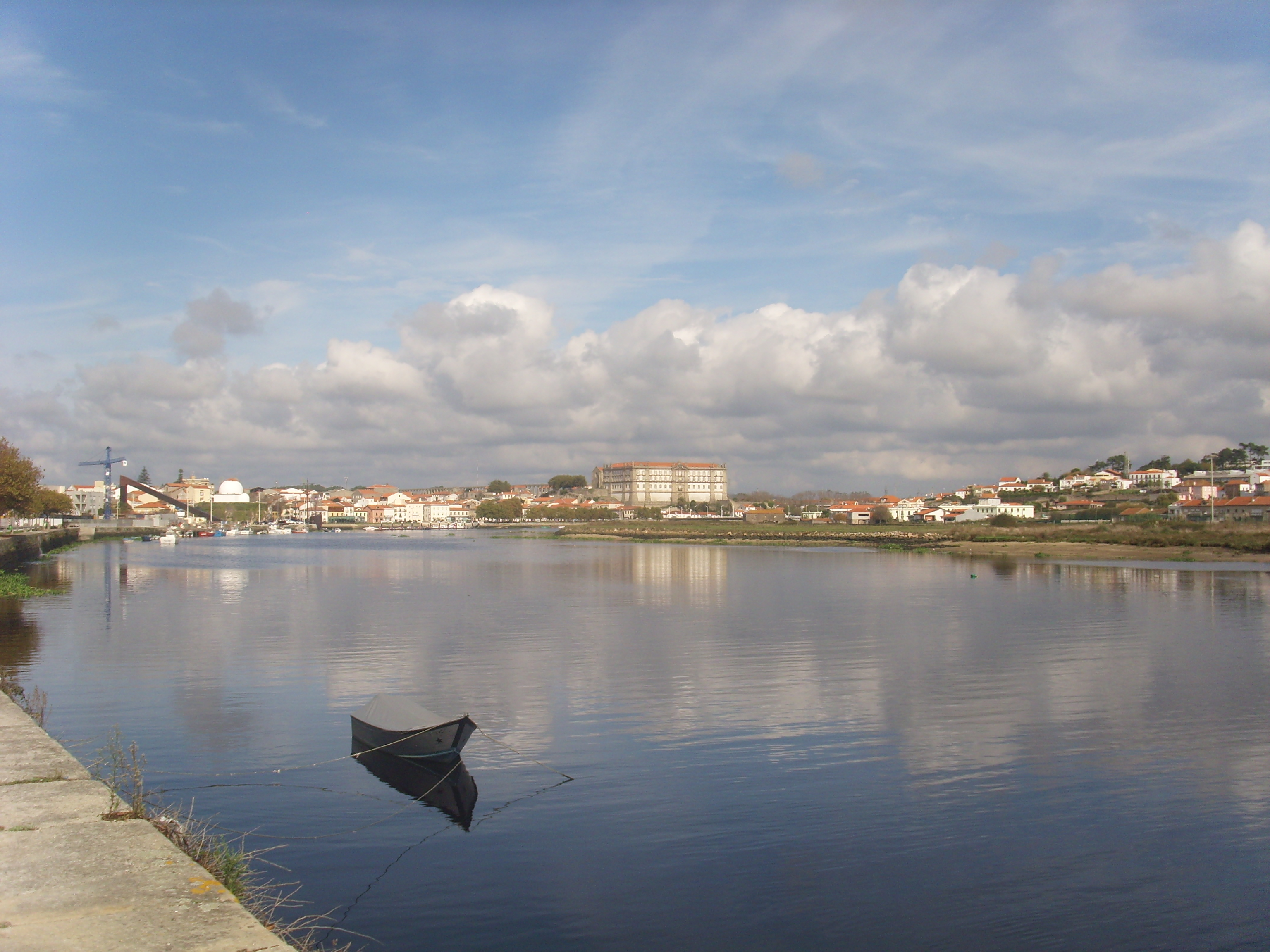
빌라두콘드 시가지

빌라두콘드의 위치

빌라두콘드(포르투갈어: Vila do Conde)는 포르투갈 포르투 현에 위치한 도시로 면적은 149.03km2, 높이는 49m, 인구는 79,533명(2011년 기준), 인구 밀도는 530명/km2이다. 포르투 대도시권에 위치한다.

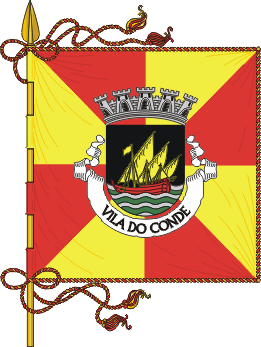
시기
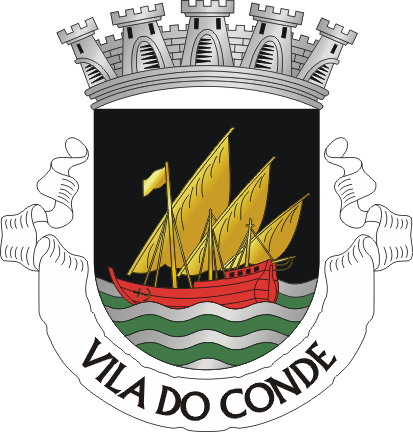
시 문장

## 인구
| 연도 | 인구   | ±%      |
| ---- | ------ | ------- |
| 1801 | 3,623  | —       |
| 1849 | 17,781 | +390.8% |
| 1900 | 27,366 | +53.9%  |
| 1930 | 34,116 | +24.7%  |
| 1960 | 48,806 | +43.1%  |
| 1981 | 64,402 | +32.0%  |
| 1991 | 64,836 | +0.7%   |
| 2001 | 74,391 | +14.7%  |
| 2011 | 79,533 | +6.9%   |

## 자매 도시
- 포르투갈 포르탈레그르
- 스페인 페롤
- 프랑스 르카네
- 브라질 올린다
- 카보베르데 민델루
- 상투메 프린시페 로바타 현
- 동티모르 바우카우